# Ysaline Bonaventure
Ysaline Bonaventure (Liége, 29 de agosto de 1994) é uma tenista profissional belga.

## WTA finais

### Duplas: 2 (2 títulos)
| Legenda                                      |
| -------------------------------------------- |
| Grand Slam (0–0)                             |
| WTA Tour (0–0)                               |
| Tier I / Premier Mandatory & Premier 5 (0–0) |
| Tier II / Premier (0–0)                      |
| Tier III, IV & V / International (2–0)       |

| Finais por Piso |
| Duro (1-0)      |
| Saibro (1-0)    |
| Grama (0-0)     |
| Carpete (0-0)   |

| Posição | N. | Data              | Campeonato                       | Piso     | Parceira         | Oponentes                         | Placar           |
| ------- | -- | ----------------- | -------------------------------- | -------- | ---------------- | --------------------------------- | ---------------- |
| Campeã  | 1. | 21 Fevereiro 2015 | Rio Open, Rio de Janeiro, Brasil | Clay     | Rebecca Peterson | Irina-Camelia Begu María Irigoyen | 3–0, ret.        |
| Campeã  | 2. | 12 Abril 2015     | Katowice Open, Katowice, Polônia | Duro (i) | Demi Schuurs     | Gioia Barbieri Karin Knapp        | 7-5, 4-6, [10–6] |